# Закон трёх отрицаний
Зако́н трёх отрица́ний — детективный роман Александры Марининой из серии о Насте Каменской, вышедший в 2003 году.

## Сюжет
Настя Каменская, безуспешно проходя в больнице восстановительный курс после аварии, обратилась к специалисту по кинезиологии по поводу болей в ноге. Трубку снял её коллега, расследующий убийство в квартире этого специалиста.

## Отзывы и критика
Лектор отделения русского языка и культуры университета Тампере Ирина Савкина, описывая развитие образа Насти Каменской в сравнении с образом Марии Каллио из книг финской писательницы Леены Лехтолайнен, считает «Закон трёх отрицаний» важным этапом возвращения героини в границы «женской сущности». По её оценке, в отличие от героини Лехтолайнен, Каменская уходит от проблемы «феминистского вызова», признавая её неразрешимость. Савкина особо выделяет в тексте «Закона трёх отрицаний» авторскую формулировку: «женщина в ней победила милиционера», и связывает восстановление стереотипной женственности в образе героини с изменением конъюнктуры читательских запросов в российском обществе.

## Популярность
По итогам продаж 2003 года книга вошла в «топ-10», разделив 6-7 места с книгой Д. Донцовой «Камасутра для Микки-Мауса».

## Экранизация
Роман «Закон трёх отрицаний» был экранизирован в пятой части телесериала «Каменская» (премьера состоялась в 2009 году на телеканале «Россия»).